# 공인중개사
공인중개사(公認仲介士)는 공인중개사법에 따라 공인중개사 자격을 취득한 부동산 중개업자를 의미한다. 공인중개사법으로는 토지·건물·토지의 정착물·입목(立木), 광업재단(鑛業財團)·공장재단(工場財團)의 중개를 영업으로 하는 전문 중개업자를 칭하는 것으로 명시하였다.
대한민국 행정부는 부동산 중개업자의 공신력(公信力)을 높이고 공정한 부동산거래질서를 확립한다는 입법취지로,1983년 제정의 부동산중개업법에 의해 처음으로 법률상 그 이름을 만들었다.공인중개사 시험은 1·2차로 나누어 1차시험에 부동산학개론·민법을, 2차시험에 공인중개사의 업무 및 부동산 거래신고에 관한 법령 및 중개실무, 부동산공시에 관한 법령, 부동산에 관련된 세법, 부동산에 관련된 공법을 치러야 한다.
1차 평균 60점이상, 2차 평균60점이상이며, 1과목이라도 40점미만일 경우 과락으로 불합격된다. 또한 1차과목이 불합격인 경우, 2차과목이 아무리 합격점을 넘었더라도 불합격으로 처리된다. 1차시험만 합격한 경우, 다음 회차에 한해 1차시험이 면제된다.

## 중개업의 역사
중개업의 역사로는 조선시대부터 객주(客主)와 거간(居間)이 있었는데, 거간은 타인들간의 각종 상품이나 토지·가옥의 매매·임대·전당(典當), 또는 사금융의 알선이나 흥정을 붙이는 등 오늘날의 중개업과 비슷한 일을 하였다.
조선 말기 18세기부터는 집 중심의 부동산을 중개하는 가쾌(家儈), 즉 집주름이 등장하였고, 조선시대 말엽 이들이 모여 자유스럽게 중개영업을 하는 곳을 풍수에서 얘기하는 '생기복덕'의 의미로 '복덕방(福德房)'이라 불렀다.
1890년 거래의 혼란과 무질서한 거래를 방지하기 위하여 ＜객주거간규칙＞이 제정되었고, 한성부(漢城府)에서는 1893년부터 거간인가증(居間認可證)을 발급하여 중개업을 허가제로 통제하였다.
1910년 인가제도를 폐지하여 자유업이 되었고, 1961년 ＜소개영업법 紹介營業法＞이 제정되어 신고제로 운영되다가 1983년 ＜부동산중개업법＞이 제정, 공포되어 1984년 4월부터는 공인중개사 중심의 허가제가 시행되었고 공인중개사시험은 1985년 3월 27일(일요일)에 제1회 시험이 시행되어 1만여 명 이상의 공인중개사가 배출되었으며, 초기에는 비교적 연령이 많은 계층이 중심을 이루었으나 현재는 젊은 대학 졸업자들의 자격증 취득률이 높아졌다.

## 기업형 중개 회사의 출현
공인중개사는 일정한 수수료를 받고 토지나 주택 등 중개 대상물에 대하여 거래당사자간의 매매, 교환, 임대차 그 밖의 기타 권리의 득실, 변경에 관한 행위의 알선, 중개 행위를 수행하였으나 2006년 3월부터 공인중개사의 경매 대리입찰 업무가 허용되어 공인중개사의 경매 입찰 대리인 허가를 등록할 수 있다. 현재 변호사나 법무사 또는 법원에 매수 신청 대리인 등록을 필한 공인중개사가 아닌 자가 보수를 받고 대리 입찰하면 변호사법 위반이 된다.
주로 부동산 관련회사에 취업하거나 공인중개사 사무실을 차려 부동산중개업을 하는데, 워낙 대중화된 자격증이 되어버려서 이미 포화상태라는 의견이 많다. 이러한 현상으로 2000년대 이후 대형 부동산중개업체가 생겨나서 개인 중개업소를 통합하고 있는 상황이고, 미국을 비롯한 외국의 경우 대형공인중개업소 외에는 중개업소가 존재하지 않는 국가도 있다.

## 기타
부동산 중개업자의 자질향상 및 품위유지와 부동산중개업에 관한 제도의 개선 및 운용에 관한 업무를 효율적으로 수행하기 위하여 1986년 2월 20일 창립총회를 거쳐 3월 5일 법인설립등기 마침으로써 전국부동산중개업협회로 설립되었으나 2006년 한국공인중개사협회로 명칭이 변경되었다. 1999년 정부의 복수단체 허용조치에 따라 한국공인중개사협회(회원 5만5000명)와 대한공인중개사협회(2만6000여명)로 양분됐다.
그러나 조직 성격이 비슷한 두 단체를 다시 합쳐야 한다는 통합 여론에 밀려 분리된 지 8년 만인 2007년에 지금의 ‘한국공인중개사협회’로 합쳐졌다. 하지만 2009년부터 회장 학력위조 소송 등으로 내홍이 불거지면서 회장이 물러나고, 후임 회장 선출을 둘러싼 이권개입으로 세 차례 폭행사태를 빚는 등 분란이 계속돼왔다. 2012년 9월 21일 대한민국공인중개사협회 창립총회를 개최하고 공식으로 새출범을 알렸다. 2013년 1월 16일에는 대한공인중개사정보통신㈜ 대표이사를 역임했던 이해광 전 대한공인중개사협회 서울지부장이 한국공인중개사협회 제10대 회장으로 선출됐다.

## 미국
미국의 부동산 중개업자는 리스트되어 있는 합의 물건을 파는 전속계약을 했을 경우에만 수수료를 받을 수 있다. 공개된 물건에 대한 공개계약에서는 중개업체가 구매자를 구하는 독점권을 갖질 못하며, 오히려, 만약에 중개업자가 그 중개물건에 대한 “준비된, 살 의사가 있는, 능력 있는 구매자”를 구한 최초의 사람인 경우에는, 매도자에게 수수료를 내도록 하고 있다.

## 같이 보기
- 부동산 중개업자